# Nederländernas Grand Prix 1961
Nederländernas Grand Prix 1961 var det andra av åtta lopp ingående i formel 1-VM 1961. 

## Resultat
1. Wolfgang von Trips, Ferrari, 9 poäng
2. Phil Hill, Ferrari, 6
3. Jim Clark, Lotus-Climax, 4
4. Stirling Moss, R R C Walker (Lotus-Climax), 3
5. Richie Ginther, Ferrari, 2
6. Jack Brabham, Cooper-Climax, 1
7. John Surtees, Reg Parnell (Cooper-Climax)
8. Graham Hill, BRM-Climax
9. Tony Brooks, BRM-Climax
10. Dan Gurney, Porsche
11. Joakim Bonnier, Porsche
12. Bruce McLaren, Cooper-Climax
13. Trevor Taylor, Lotus-Climax
14. Carel Godin de Beaufort, Ecurie Maarsbergen (Porsche)
15. Hans Herrmann, Ecurie Maarsbergen (Porsche)

### Förare som ej startade
- Masten Gregory, Camoradi (Cooper-Climax) (reserv)
- Ian Burgess, Camoradi (Lotus-Climax) (reserv)

## Bildgalleri

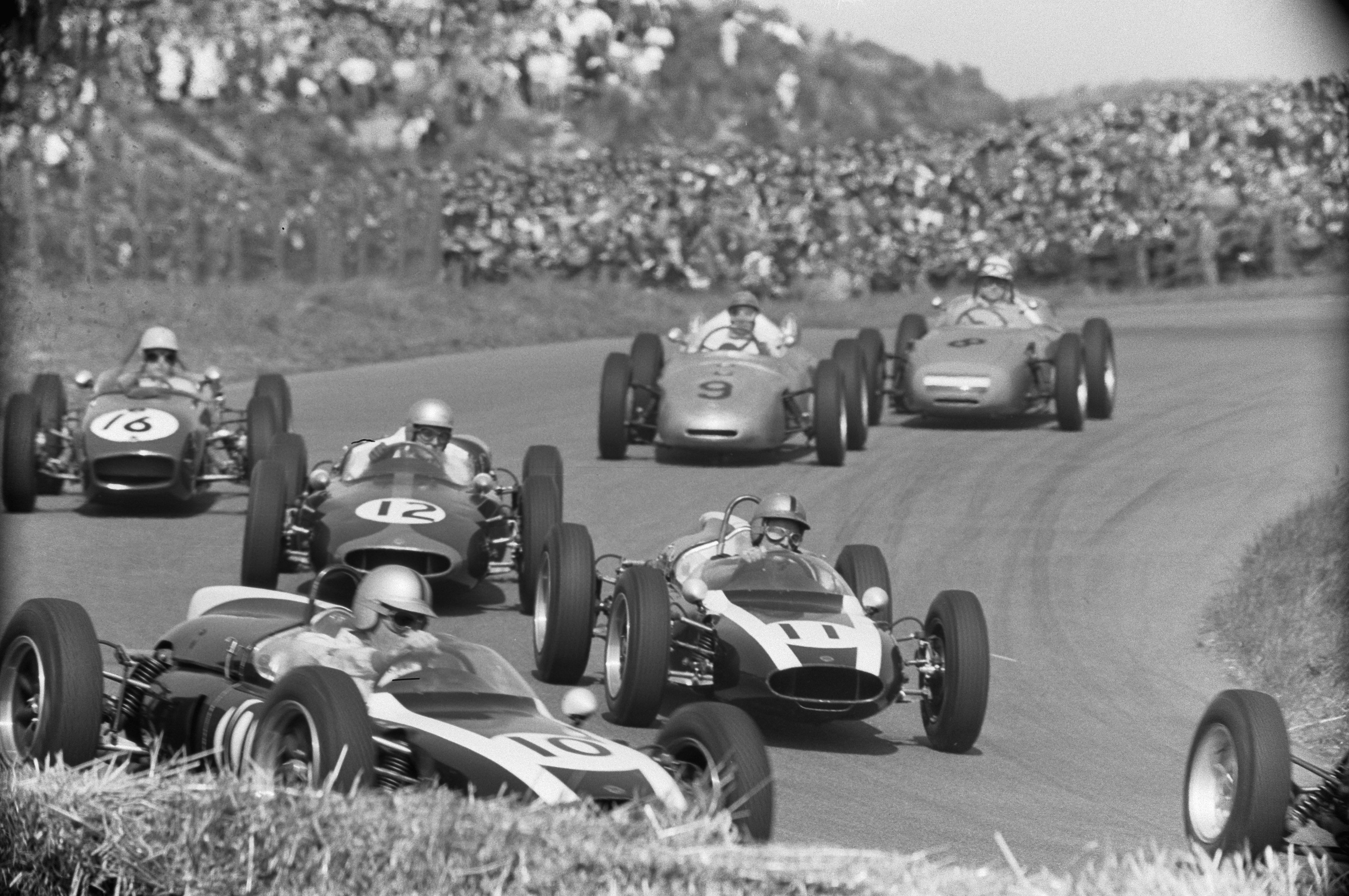
Starten av Nederländernas Grand Prix 1961.
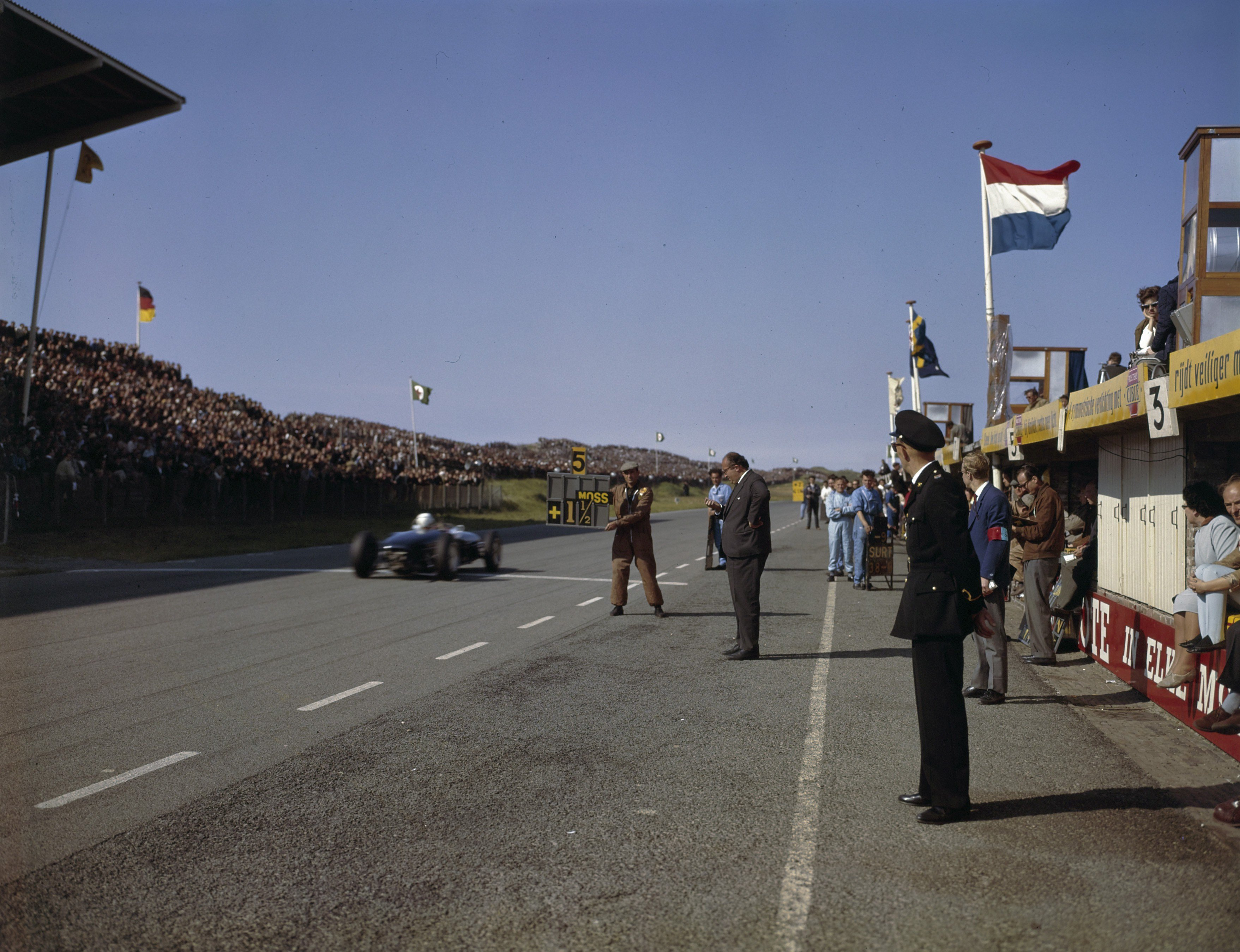
Stirling Moss passerar start och målrakan.
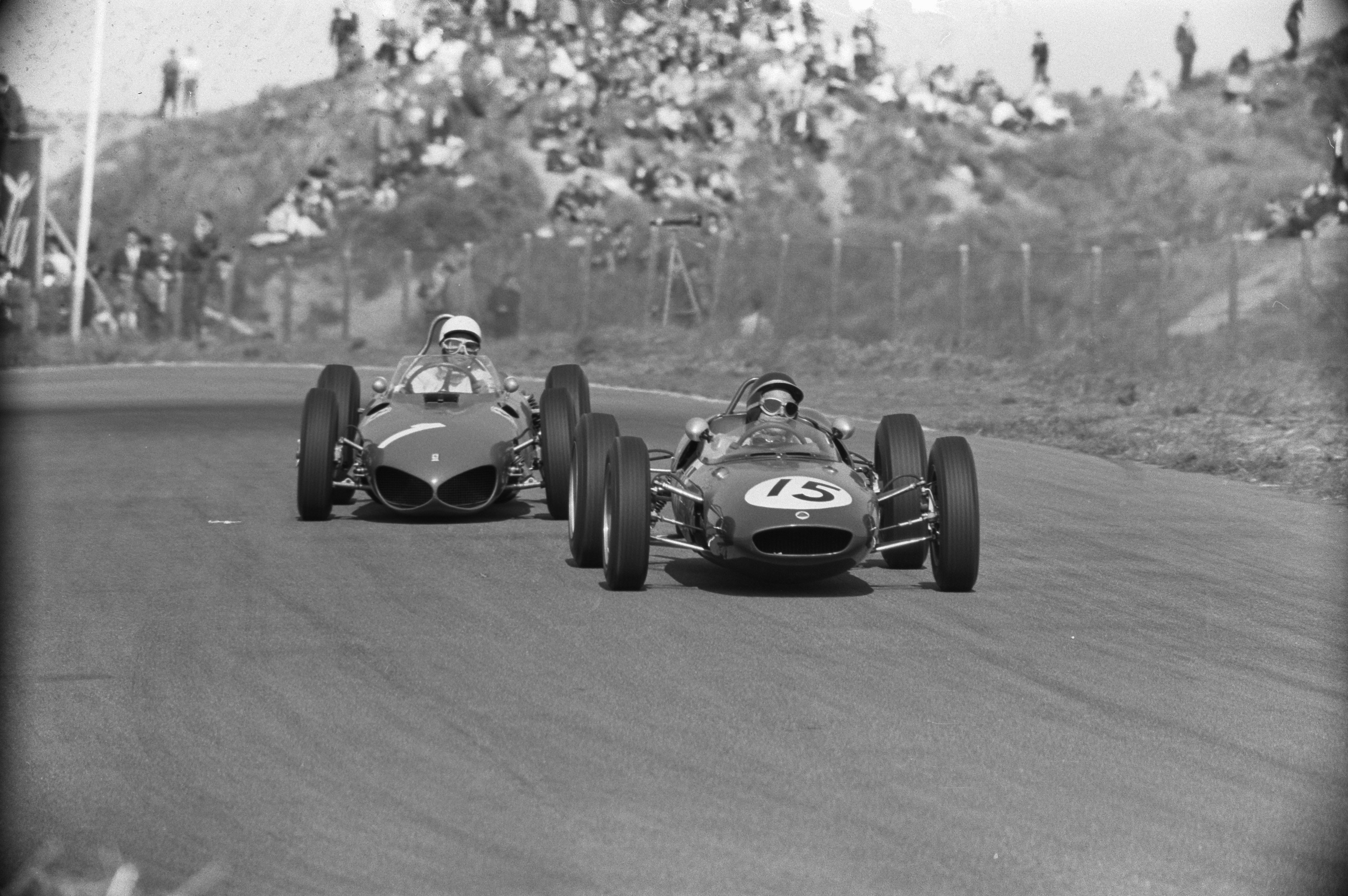
Jim Clark tätt följd av Phil Hill.
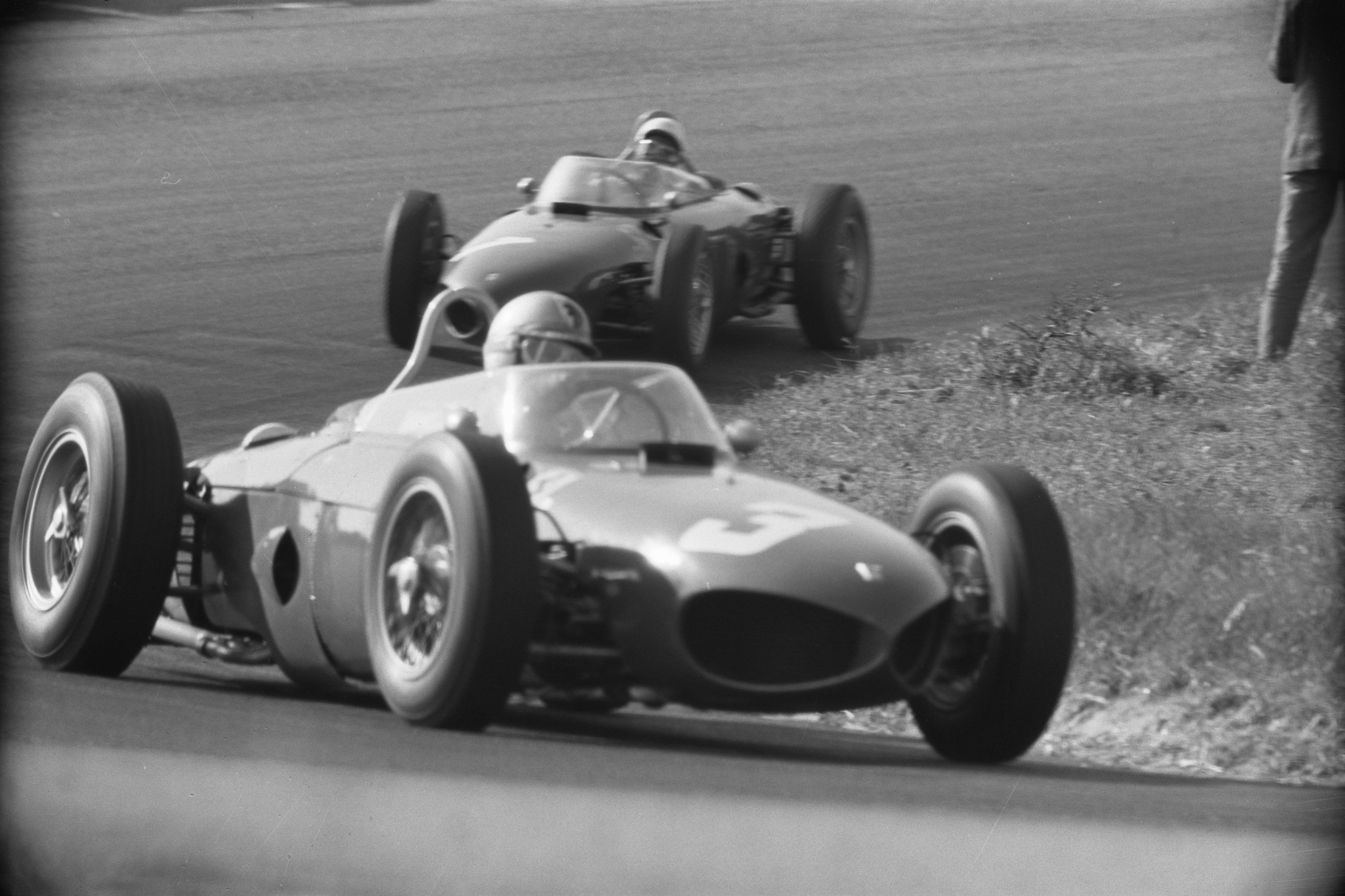
Vinnare av loppet blev Wolfgang von Trips.